# Unwuchtbohrung
Die Unwuchtbohrung wurde 1834 vom Bergbaupionier Josef Karlinger entwickelt. Sie dient dazu, den Bohrer durch steiniges bis lehmiges Sediment zu führen, um auch in tiefer liegenden Erdschichten Proben der Boden-Ressourcen heben und analysieren zu können.

## Geschichte
Karlinger entwarf zu diesem Zweck den hohlmanteligen Unwuchtbohrer. Der Bohrkopf dieses Gerätes besteht aus drei ineinander verzahnten, leicht elliptischen Fräsen, die durch eine Kette betrieben werden. Die Kette ist an ein Antriebsgestänge innerhalb des inneren Bohrgestänges montiert. Wird das innere Gestänge motiviert, beginnen die Fräsen mit einer Unwucht im Bereich eines zehntel Millimeters zu rotieren. Um die Abwärtsbewegung des Bohrers im Senkloch zu stabilisieren, wird ohne größeren Druck Wasser durch das äußere Bohrgestänge gepumpt.
Dieses Verfahren wurde von Karlinger erstmals 1835 bei der Kohleförderung im Sulzgraben bei Parsberg angewandt.

## Gegenwart
Im Laufe der Zeit wurde die ursprüngliche Unwuchtbohrung wegen ihrer ausgesprochenen Effizienz kaum modifiziert. Lediglich der Antrieb des Bohrgestänges wurde nach und nach von menschlicher und tierischer Muskelkraft auf Dampfkraft umgestellt und schließlich durch den Verbrennungsmotor ersetzt. Auch nach über 170 Jahren ist diese Art des Eruierens noch immer die erste Wahl bei der Bestimmung von Gesteinsschichten im Bergbau.